# Tommy Jansson (handbollsspelare)
Tommy Gösta Jansson, född 11 maj 1945 i Malmö Sankt Pauli, är en svensk före detta handbollsspelare.

## Karriär

### Klubblagsspel
Tommy Jansson började spela handboll i Malmö BI men anslöt efter junioråren 1965 till IFK Malmö. IFK tog sig upp i allsvenskan 1969 så hösten 1969 gjorde Tommy Jansson allsvensk debut. Han spelade sedan kvar i IFK Malmö resten av sin handbollskarriär i eliten. Han var de senare åren lagkapten i klubblaget. Säsongen 1973-74 blev IFK Malmö etta i dåvarande allsvenskan och drog över 3 000 åskådare i snitt till Baltiska hallen. En av de stora stjärnorna var Tommy Jansson, som bröt tummen inför slutspelet 1974, och IFK Malmö förlorade mot Hellas i slutspelets semifinal. 1977 försvann "gulingarna" (= IFK Malmö) från högsta serien och där slutar Tommy Janssons elitkarriär.

### Landslagsspel
Tommy Jansson spelade 10 matcher i ungdomslandslaget och gjorde 12 mål. Debuten i A-landslaget skedde 1968 då han var division 2 spelare. Han spelade sedan 65 eller 66 landskamper(olika källor har olika uppgifter) i A-landslaget till 1974 och gjorde 60 mål i landslaget. Han spelade två VM turneringar för Sverige under Roland Mattssons förbundskaptenstid, VM 1970 och VM 1974. Sista landskampen 3 augusti 1974 i Göteborg mot Danmark som slutade 10-10 där Tommy Jansson gjorde sitt sista landslagsmål.